# روز هجران و شب فرقت یار آخر شد
غزلی با مطلعِ «روز هجران و شب فرقت یار آخر شد» غزل شمارهٔ ۱۶۶ از دیوانِ حافظ در تصحیحِ محمد قزوینی و قاسم غنی است.

## در اجراها
ایرج در برنامهٔ شمارهٔ ۴۶ و محمّدرضا شجریان در برنامهٔ شمارهٔ ۱۸۵ از مجموعهٔ گل‌های تازه این غزل را در دستگاهِ ماهور اجرا کرده‌اند.